# Whatitiri Corona
La Whatitiri Corona è una struttura geologica della superficie di Venere.